# Flaga Drenthe

Flaga Drenthe

Flaga Drenthe - oficjalna flaga holenderskiej prowincji Drenthe.
Flaga prowincji jest oznaczona sześcioma czerwonymi gwazdami rozdzielonymi pośrodku symbolem czarnego zamku. Białe pole flagi jest uzupełnione trzema poziomymi paskami: czerwonym, białym i czerwonym.